# Оропос
Оропос (на гръцки: Ωρωπός) е град в Гърция, център на дем Оропос, област Атика. Отстои на 54 километра от Атина. Според преброяването от 2011 година, Оропос има 32 211 жители. В Древна Гърция градът е на границата между Атика и Беотия.
Недалеч от Оропос са останките на светилището на Амфиарай.
В Оропос има манастир със светогорски устав „Свети Дух“.